# Lu Palaiç
Lu Palaiç (en francès Le Palais-sur-Vienne) és un municipi francès situat al departament de l'Alta Viena i a la regió de la Nova Aquitània.

## Demografia
| 1962                                       | 1968  | 1975  | 1982  | 1990  | 1999  | 2007  |
| ------------------------------------------ | ----- | ----- | ----- | ----- | ----- | ----- |
| 2.162                                      | 2.621 | 3.863 | 5.038 | 6.085 | 5.726 | 5.738 |
| Des de 1962: població sense dobles comptes |       |       |       |       |       |       |

## Administració
| Període   | Identitat              | Partit |
| --------- | ---------------------- | ------ |
| 1995-2001 | Jean-Claude Cruveilher | PS     |
| 2001-     | Isabelle Briquet       | PS     |

## Agermanaments
- Cadolzburg
- Sant Joan de les Abadesses